# PREGEO
PREGEO (PREtrattamento atti GEOmetrici) è un software realizzato dalla società Sogei in uso presso l'Agenzia delle entrate (in precedenza Agenzia del Territorio). Tale software, ormai giunto alla versione 10.6.2 - APAG, permette ai tecnici professionisti (Dottori Agronomi e Forestali, Agrotecnici, Architetti e Architetti junior, Geometri, Ingegneri, Periti agrari) di eseguire gli aggiornamenti cartografici e censuari relativi al catasto terreni.
In particolare, mediante il software Pregeo, si effettuano:
- il tipo mappale (inserimento in mappa di nuovi edifici)
- il tipo particellare
- il tipo frazionamento (divisione di particelle catastali).

Precedentemente tutti i rilievi di tipo catastale venivano effettuati con il metodo degli allineamenti e degli squadri, ovvero con l'utilizzo di cordella metrica, squadro, paline e triplometro, quest'ultimo ormai in disuso. Ora, anche a seguito dell'introduzione ed evoluzione della procedura Pregeo, tale sistema è considerato di scarsa precisione e quindi viene sostituito con i metodi celerimetrico, poligometrico o satellitare. Questi metodi si appoggiano a dei punti registrati al catasto detti "punti fiduciali" le cui coordinate sono ben note; i rilievi catastali effettuati con strumentazione elettronica, vengono effettuati sulla base di tali punti e pertanto i punti di rilievo saranno collegati e riferiti ai punti fiduciali. Il metodo degli allineamenti e degli squadri è ammesso, di regola, solamente per gli immobili di scarsa rilevanza cartografica o censuaria.

## Cronologia delle versioni
- Pregeo 7.52.[1]
- Pregeo 8.00.[2]
- Pregeo 9.00, data aggiornamento: 20/03/2008[3][4]
- Pregeo 10.00, data aggiornamento: 01/03/2010[5]
- Pregeo 10.4 - APAG, data aggiornamento: 01/03/2011[6]
- Pregeo 10.5 - APAG, data aggiornamento: 10/06/2012[7]
- Pregeo 10.5.1 - APAG, data aggiornamento: 30/01/2013[8]
- Pregeo 10.6.0 - APAG, data aggiornamento: 20/06/2014[9]
- Pregeo 10.6.0 - APAG 2.03, data rilascio: 03/03/2015[10]
- Pregeo 10.6.0 - APAG 2.08, data rilascio: 12/12/2016[11]
- Pregeo 10.6.1 - APAG 2.12, data rilascio: 07/01/2020[12]
- Pregeo 10.6.2 - APAG 2.12, data rilascio: 29/04/2021[13]

## Requisiti minimi
Requisiti hardware
- Personal Computer con processore pentium o superiore
- Scheda grafica con risoluzione 600x800 pixels o superiore
- Stampante con driver compatibile MS/Windows.

Requisiti software
- Windows XP (versione 2002 service pack 1 italiano)
- Windows Vista
- Windows 7
- Windows 8
- Windows 10
- Windows 11